# عداد الوميض للسوائل
عدَّاد الوميض للسوائل (بالإنجليزية: Liquid scintillation counting)‏ هو عداد وميضي مختص بقياس المواد المشعة التي تطلق جسيمات بيتا وتكون منخفضة الطاقة مثل مادة التريتيوم المشعة .
يتكون من صندوق صغير مظلم تماماً ومبطن بغلاف من الرصاص وبداخله يوجد مكان مخصص من أجل وضع العينة، ويحاط هذا الصندوق بإنبوبتين من أجل التضخيم الضوئي، ويتصل بالمضخمين الضوئيين دائرة إلكترونية تتمثل في مولد الفولت العالي و دائرة التوافق أو التزامن Coincidence circuit و محلل النبضات العالية والذي يسمى أحياناً بنابذ النبضات العالية Pulse height discriminator .ويحتوي هذا الجهاز على عدَّاد رقمي يقوم بتزويد الحاسوب النتائج التقديرية ويحللها بصيغة رياضية وطباعتها بعد الانتهاء من دراسته لهه النتائج والتقديرات .